# Roscoea
Roscoea es un género de plantas con flores perteneciente a la familia Zingiberaceae. Comprende 42 especies descritas y de estas, solo 22 aceptadas. Se distribuye por China y el Himalaya. 

## Descripción
Es una planta herbácea con gruesas raíces carnosas. Hojas lanceoladas a oblongo. Flores en espigas terminales; brácteas persistentes. Cáliz con tubo largo, dividido en un lado. Tubo de la corola que es igual o más largo que el cáliz. Ovario 3-locular, el estigma erecto de cornetes o ganchudos, infundibuliformes. Cápsula membranosa, 3-valva.

## Taxonomía
El género fue descrito por James Edward Smith y publicado en Exotic Botany 2: 97, pl. 108. 1806. La especie tipo es: Roscoea purpurea Sm. 

## Especies aceptadas
A continuación se brinda un listado de las especies del género Roscoea aceptadas hasta febrero de 2013, ordenadas alfabéticamente. Para cada una se indica el nombre binomial seguido del autor, abreviado según las convenciones y usos:
- Lista de especies de Roscoea